# Colin R. Townsend

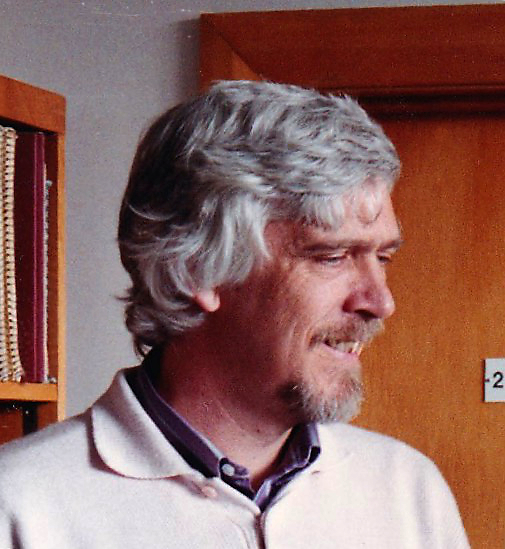
Colin Townsend 1989

Colin R. Townsend (* 1949) ist ein neuseeländischer Biologe, Ökologe und Professor am Department for Zoology an der University of Otago, Neuseeland. Zusammen mit Michael Begon und John L. Harper verfasste er das auch im deutschsprachigen Raum weit verbreitete Lehrbuch Essentials of Ecology.

## Arbeit
Colin Townsend arbeitet hauptsächlich an ökologischen Themen. Er untersucht die Einwirkung multipler Stressfaktoren auf Ökosysteme, beschäftigt sich mit der Ökologie invasiver Arten, dem Einfluss von Landnutzung auf Fließgewässer und der Wirkung von Strömungsabweichungen auf Fluss-Ökosysteme.

## Werke
Deutsch:
- Townsend et al.: Ökologie. Springer, Berlin, 2003. ISBN 978-3-540-00674-9

Englisch:
- Townsend et al.: Essentials of Ecology. John Wiley & Sons. ISBN 978-1-4051-5658-5